# Acid benzoic
Axit benzoic, C7H6O2 (hoặc C6H5COOH), là một chất rắn tinh thể không màu và là dạng axit cacboxylic thơm đơn giản nhất. Tên của nó được lấy theo gum benzoin, là một nguồn để điều chế axit benzoic. Axít yếu này và các muối của nó được sử dụng làm chất bảo quản thực phẩm. Đây là một chất ban đầu quan trọng để tổng hợp nhiều chất hữu cơ khác. Các muối và este của axit benzoic được gọi là benzoat.
Axít benzoic đã được phát hiện vào thế kỷ XVI. Việc chưng cất khô gum benzoin đã được Nostradamus mô tả lần đầu tiên vào năm 1556, và sau đó là Alexius Pedemontanus vào năm 1560 và Blaise de Vigenère vào năm 1596.
Justus von Liebig và Friedrich Wöhler đã xác định cấu trúc của axít benzoic  vào năm 1832. Họ cũng đã nghiên cứu quan hệ giữa axít hippuric và axít benzoic.
Năm 1875, Salkowski đã phát hiện ra khả năng kháng nấm của axít benzoic, do đó nó đã được sử dụng làm bảo quản các trái cây có chứa benzoat.

## Đặc tính
Encyclopedia Britannica mô tả axit benzoic là một hợp chất hữu cơ không màu. Nó được phân loại là một axit cacboxylic, có nghĩa là nó được tạo thành từ một carbon liên kết với một nguyên tử oxy và một nhóm hydroxyl (-OH). Nó có tính axit yếu, với độ pH 2,8. Trong điều kiện bình thường, nó có vẻ ngoài trắng mịn, thực sự bao gồm các tinh thể dạng kim.

## Sản xuất

### Điều chế công nghiệp
Axít benzoic được sản xuất thương mại bằng cách oxy hóa dần toluen bằng oxy. Quá trình này được thực hiện có xúc tác coban hay mangan naphthenat. Công nghệ này sử dụng các vật liệu thô rẻ tiền, có hiệu suất cao và được xem là không gây hại môi trường.
Mỹ sản xuất khoảng 126.000 tấn mỗi năm (139.000 tấn Mỹ), phần lớn trong số này được tiêu thụ nội địa để điều chế các chất khác.

### Điều chế phòng thí nghiệm
Điều chế axit benzoic bằng thủy phân benzonitrile
Một hỗn hợp gồm 5 ml (hoặc 5,1 g) benzonitril và 75 ml dung dịch natri hydroxide 10% được đun sôi dưới một bình ngưng hồi lưu cho đến khi giọt benzonitrile biến mất. Thiết bị ngưng tụ sau đó được tháo ra và đun sôi trong bình mở trong vài phút để loại bỏ amonia. Sau đó, dung dịch được làm lạnh và trung hòa bằng cách thêm hydrochloric đậm đặc cho đến khi kết tủa axit benzoic hoàn tất. Các tinh thể axit benzoic được thu thập bằng cách lọc, rửa sạch bằng nước lạnh và sấy khô. Năng suất khoảng 5,8 g. Axit benzoic được tinh chế bằng cách kết tinh từ sản phẩm năng suất nước nóng, nóng chảy ở 121 °C.

## Tác dụng khác
Axit benzoic là một thành phần của thuốc mỡ Whitfield, được dùng để điều trị các bệnh về da như nấm da, giun đũa và chân của vận động viên. Axit benzoic là thành phần chính của kẹo cao su benzoin, và cũng là thành phần chính trong cả hai loại thuốc benzoin và Friar's balsam. Các sản phẩm như vậy có một lịch sử sử dụng lâu dài như thuốc sát trùng tại chỗ và thuốc thông mũi hít.
Axit benzoic được sử dụng làm thuốc trừ sâu, giảm đau và sát trùng vào đầu thế kỷ 20.
Từ đầu những năm 1900, người ta đã chứng minh được Acid benzoic và muối benzoate khi gặp vitamin C có trong thực phẩm sẽ tạo thành phản ứng sinh ra benzene. Mà benzene đã được kết luận là chất gây ung thư từ những năm 1980 và được khuyến cáo tránh hấp thu benzene qua đường thở (không khí ô nhiễm), hoặc đường ăn uống (thực phẩm).
Trên thị trường Mỹ vào năm 2008, các nhà khoa học của FDA (Cục Quản lý dược và thực phẩm Hoa Kỳ) đã phát hiện benzene trong một số mẫu nước giải khát sử dụng muối benzoate như chất bảo quản.
Đa số các loại rau củ quả, trái cây đều chứa vitamin C, nên việc sử dụng muối benzoate trong quá trình bảo quản các sản phẩm từ rau củ quả, trái cây, nước chấm có ớt hay cà đều làm tăng khả năng sinh ra benzene. Hơn nữa, bản thân nhóm benzoic - benzoate cũng gây độc ở người nếu chúng ta tiêu thụ nhiều hơn 5 mg/kg thể trọng mỗi ngày, theo WHO.

### Liều lượng được phép dùng
Benzoic được dùng phổ biến nhất là trong nước ngọt, các loại mứt, bánh kẹo, nước tương, nước mắm công nghiệp.
Các quốc gia có những quy định khác nhau, có nước cho sử dụng, có nước không cho sử dụng, hạn chế hoặc quy định hàm lượng tối đa cho mỗi loại thực phẩm khác nhau. Không quốc gia nào hoàn toàn cấm dùng acid benzoic và muối  benzoate của nó làm chất bảo quản trong thực phẩm.
Theo quy định của Bộ Y tế Việt Nam và FDA, liều lượng benzoate cho phép trong thực phẩm là 1.000 mg/kg thực phẩm. Nghĩa là một trẻ em 5 tuổi, nặng 20 kg chỉ có thể ăn tối đa 100g bánh kẹo có sử dụng benzoate theo đúng liều lượng quy định, hoặc một người lớn nặng 50 kg chỉ có thể sử dụng tối đa 250g bún tươi chứa chất bảo quản đúng theo quy định.
Chính vì thế, người tiêu dùng nên hạn chế mua các sản phẩm sử dụng Acid benzoic và natri benzoate. Để làm được điều đó, việc chú ý đọc kỹ nhãn mác thực phẩm trước khi mua là một thói quen rất tốt.
Đối với các sản phẩm nước chấm, gia vị, nên tự làm ở nhà hoặc mua các sản phẩm sử dụng chất bảo quản khác (acid sorbic - E200, kali sorbate - E202) an toàn hơn cho sức khỏe.

## Cảnh báo
Có một số lo ngại rằng benzoate được thêm vào một số loại nước ngọt có thể tạo ra benzen, một chất gây ung thư nguy hiểm và gây ô nhiễm môi trường. Phơi nhiễm benzen thường xuất phát từ khói thải, nhưng nó cũng có thể được tạo ra từ sự tương tác giữa axit benzoic và axit ascobic, tiền chất của vitamin C. Độ pH của nước giải khát, nhiệt độ được lưu trữ và mức độ tiếp xúc với tia cực tím có thể ảnh hưởng đến mức độ mà benzen được sản xuất. Tuy nhiên, dữ liệu hiện tại không đủ để chỉ ra một cách đáng tin cậy liệu benzen được hình thành do kết quả của sự tương tác giữa axit ascobic và axit benzoic trong các sản phẩm thông thường.

## Đánh giá
Vì axit benzoic độc hại, lượng benzoat có thể được thêm vào thực phẩm được kiểm soát cẩn thận. Codex, cơ quan tiêu chuẩn thực phẩm quốc tế do Tổ chức Lương thực và Nông nghiệp của Liên hợp quốc FAO quản lý, giới hạn lượng axit benzoic hoặc natri benzoate ở mức 0,05 đến 0,1% theo thể tích. Hầu hết các loại thực phẩm được phép không quá 1.000 mg mỗi kg. Các sản phẩm trứng lỏng, thực phẩm ăn kiêng, kẹo cao su và rau quả chế biến là một trong những thực phẩm chấp nhận lượng benzoate được phép cao nhất.
Axit benzoic là một hợp chất được tìm thấy trong cả nguồn tổng hợp và tự nhiên, bao gồm một số loại trái cây, thức uống và thực phẩm chế biến.
Nó thường được sử dụng làm chất bảo quản để kéo dài thời hạn sử dụng của sản phẩm đồng thời ngăn chặn sự phát triển của vi khuẩn.
Nó đôi khi được tìm thấy trong mỹ phẩm hoặc kem bôi da và có thể làm giảm viêm và kích ứng da, đặc biệt là khi kết hợp với axit salicylic.
Tuy nhiên, axit này cũng có thể được gắn với một số tác dụng phụ đối với sức khỏe. Các nghiên cứu cho thấy nó có khả năng làm tăng tính hiếu động và có thể được chuyển đổi thành một hợp chất gây ung thư được gọi là benzen khi kết hợp với vitamin C.
Vì vậy, nó tốt nhất để giữ lượng thực phẩm chế biến ở mức độ vừa phải. Điều này không chỉ có thể giúp hạn chế lượng đường bổ sung, natri, chất độn và chất bảo quản trong chế độ ăn uống của bạn, mà còn có thể làm giảm nguy cơ của bất kỳ tác dụng phụ nào liên quan đến axit benzoic.